# Diócesis de Zayton
La diócesis de Zayton o de Citong (en latín: Dioecesis Zaitonensis) fue una circunscripción eclesiástica de la Iglesia católica en China. Se trataba de una diócesis latina, sufragánea de la arquidiócesis de Janbalic. Fue suprimida en el siglo XIV, continuada como sede titular y luego también suprimida.

## Territorio y organización
La diócesis extendía su jurisdicción sobre los fieles católicos de rito latino residentes en el área de la provincia de Fujian.
La sede de la diócesis se encontraba en la ciudad de Zayton (actualmente llamada Quanzhou).

## Historia
La diócesis de Zayton fue una de las sedes episcopales chinas fundada a principios del siglo XIV a raíz de las misiones franciscanas en el Gran Kanato de Mongolia que comenzaron en la segunda mitad del siglo XIII y fueron la primera presencia católica en China. Fray Juan de Montecorvino, exmisionero en Persia y Armenia, había fundado en 1294 la misión de Janbalic (actual Pekín), capital de China bajo la dinastía Yuan.
En 1307 el papa Clemente V erigió la arquidiócesis de Janbalic, nombrando a Juan de Montecorvino como primer arzobispo. El papa envió a siete franciscanos al Lejano Oriente, todos ellos consagrados obispos antes de partir. Solo tres de ellos llegaron a Janbalic en 1308: Gerardo Albuini, Pellegrino de Città di Castello y Andrea de Perugia, que confirió la consagración episcopal a Juan de Montecorvino.
Junto con los obispos también había llegado a China un grupo de misioneros de la misma orden. Parte de estos se instaló en 1308 en la ciudad portuaria de Zayton, correspondiente a la actual Quanzhou en Fujian. Una comunidad armenia había existido allí durante algún tiempo, principalmente dedicada al comercio. En virtud de los poderes que le otorgó el papa, Juan de Montecorvino erigió la diócesis de Zayton en circa 1313 y nombró a Gerardo Albuini como primer obispo, a quien sucedió Pellegrino (después de que Andrea de Perugia rechazara el nombramiento).
Después de 1318 Andrea de Perugia dejó la misión Janbalic y se fue a Zayton, en donde, con el permiso del emperador, construyó una iglesia y un monasterio en las afueras de la ciudad, capaz de albergar a una veintena de nuevos misioneros franciscanos. En 1318 el obispo Pellegrino da Città di Castello informó que una mujer armenia les dio a los franciscanos una iglesia y una casa para un convento, construida hacía algún tiempo por su propia cuenta. A la muerte de Pellegrino, Andrea fue designado por el arzobispo Juan para sucederlo. Queda una carta del obispo Andrea, escrita en enero de 1326 al guardián del convento de Perugia: en ella describe su largo viaje para llegar a China y las dificultades de la misión. Hace unos años, durante la demolición de las murallas de la ciudad, se descubrió la lápida de Andrea, utilizada como material de construcción.
A la muerte de Andrea, le sucedió el obispo Jacobo (o Juan) de Florencia, que se había ido como misionero a China en febrero de 1311. Jacobo murió en 1362 con motivo de las revueltas que asolaron el imperio en esos años y que llevaron a la caída de la dinastía Yuan pocos años después.
Los obispos recibían una pensión anual del emperador correspondiente a aproximadamente 100 florines de oro al año.
En circa 1326 la comunidad de Zayton pudo acoger al misionero Odorico de Pordenone, quien llevó consigo los restos de los cuatro franciscanos que habían sido asesinados unos años antes en Thane, cerca de Bombay, mientras intentaban llegar a China; entre estos los restos del beato Tommaso da Tolentino.
La diócesis desapareció con el advenimiento de la dinastía Ming alrededor de 1368/1370. Según el Provinciale publicado por Konrad Eubel en su Hierarchia catholica y fechado en el siglo XIV, 6 diócesis sufragáneas formaban parte de la provincia eclesiástica de Janbalic: Zayton, Caffa, Sarai (más tarde sede metropolitana), Tanais, Montis Caspiorum seu Cumuchensis y Almalik.

1. Cambalien. cum suffr.: Zaitonen., Caphen., Saraien., Tanen., Montiscaspen. seu Cumuchen., de Armalech.

Hacia finales del siglo XIV se erigió la diócesis como sede in partibus infidelium, de la que, al parecer, sólo se conocen dos obispos. El segundo de los cuales falleció el 12 de abril de 1397.

## Episcopologio

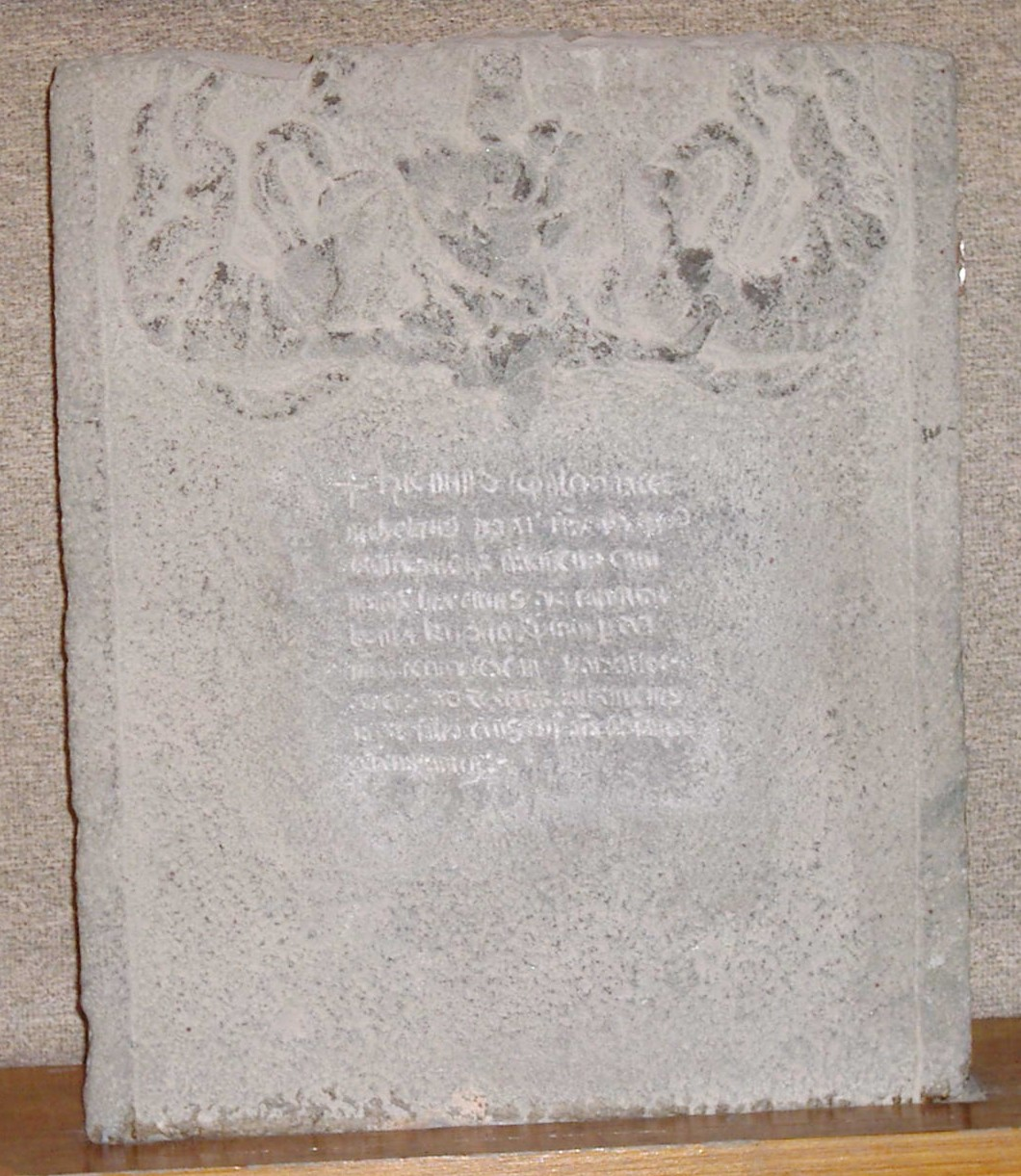
Lápida del obispo Andrea de Perugia

- Gerardo Albuini, O.Min. † (circa 1313-1318 falleció)
- Pellegrino da Città di Castello, O.Min. † (1318- 6 de julio de 1322 falleció)
- Andrea de Perugia, O.Min. † (1322- circa 1332 falleció)
- Giacomo da Firenze, O.Min. † (circa 1332-1362 falleció)

### Obispos titulares
- Pietro † (? falleció)
- Ambrogio Giovanni da Verona, O.S.M. † (12 de abril de 1397-?)